# Стамболово (Софійська область)
Стамболо́во (болг. Стамболово) — село в Софійській області Болгарії. Входить до складу общини Іхтіман.

## Населення
За даними перепису населення 2011 року у селі проживала 531 особа, з них 515 осіб (99,8%) — болгари.
Розподіл населення за віком у 2011 році:
Динаміка населення: